# Mimi Kajiru
Mimi Kajiru é o terceiro álbum da banda japonesa de rock alternativo Maximum The Hormone Lançado em 23 de outubro 2002.
A capa foi desenhada por Gataro Man.

## Recepção
Ao analisar o álbum, o Metal Storm disse que ele "a adição do baixista Uehara exponencialmente aumenta a força por trás da seção de ritmo da banda, trazendo tanto o funk e a dor. O novo guitarrista e vocalista, Ryo, também introduz uma mentalidade mais inclinada melodicamente à composição, o que se manifesta em músicas como "Johnny Tetsu Pipe" e "Usugimi Billy", e só viria a se desenvolver mais com a carreira da banda. Embora ainda seja uma versão primitiva do que o Maximum the Hormone viria a ser, é um álbum punk charmoso com algumas viradas inesperadamente memoráveis."
O álbum chegou à 291ª posição no Oricon Albums Chart.

## Faixas
1. Nigire Tsutsu!!
2. Johnny Tetsu Pipe
3. Abara Bob
4. Johnny Mamamiya Kalifornia (Johnny Tetsu Pipe II)
5. Mishina (Sanpin)
6. Usugimi Billy
7. Nobodys
8. Ningen Enpi
9. Patokaa Moya Su
10. Porisumanfakku